# Cicadellidae
Famille
Les Cicadellidae, communément appelés cicadelles, forment une famille d'insectes hémiptères, (selon les normes taxonomiques récentes, du sous-ordre des Auchenorrhyncha), sauteurs et piqueurs qui se nourrissent de la sève des végétaux grâce à leur rostre.

## Liste des sous-familles
Selon BioLib (8 nov. 2013.) :
- Agalliinae
- Aphrodinae
- Arrugadiinae Linnavuori, 1965
- Bathysmatophorinae Anufriev, 1978
- Cicadellinae
- Coelidiinae
- Deltocephalinae
- Dorycephalinae
- Eupelicinae
- Eurymelinae Amyot & Serville, 1843
- Evacanthinae Metcalf, 1939
- Gyponinae
- Hecalinae
- Hylicinae Distant, 1908
- Iassinae
- Idiocerinae
- Ledrinae
- Macropsinae
- Megophthalminae
- Mileewaninae Evans, 1947
- Neobalinae Linnavuori, 1959
- Neocoelidiinae Oman, 1943
- Neopsinae Linnavuori, 1978
- Nioniinae Oman, 1943
- Nirvaninae Baker, 1923
- Penthimiinae
- Portaninae Linnavuori, 1959
- Signoretiinae Baker, 1915
- Stegelytrinae
- Tartessinae Distant, 1908
- Typhlocybinae
- Ulopinae Le Peletier & Serville, 1825
- Xestocephalinae

## Liste des genres
Selon Catalogue of Life (22 mai 2014.) :
- genre Aaka
- genre Abana
- genre Abimwa
- genre Abrabra
- genre Abrela
- genre Abrus
- genre Absheta
- genre Acacimenus
- genre Acacioiassus
- genre Acastroma
- genre Accacidia
- genre Acericerus
- genre Achaetica
- genre Acharis
- genre Achrus
- genre Acinopterus
- genre Aconura
- genre Aconurella
- genre Acopsis
- genre Acostemana
- genre Acostemma
- genre Acostemmella
- genre Acrobelus
- genre Acrocampsa
- genre Acrogonia
- genre Acrolithus
- genre Acrulogonia
- genre Acuera
- genre Aculescutellaris
- genre Acumada
- genre Acunasus
- genre Acuponana
- genre Acusana
- genre Adama
- genre Adarrus
- genre Adchunroides
- genre Adelungia
- genre Aderganna
- genre Adiaerotoma
- genre Aequcephalus
- genre Aequoreus
- genre Aeternus
- genre Aethiopulopa
- genre Aflexia
- genre Afrakeura
- genre Afrakra
- genre Afralebra
- genre Afralycisca
- genre Afrasca
- genre Afrascius
- genre Africoelidia
- genre Afridonus
- genre Afroccidens
- genre Afroiassus
- genre Afroideus
- genre Afrokana
- genre Afrolidia
- genre Afronirvana
- genre Afrorubria
- genre Afrosteles
- genre Afrosus
- genre Agalita
- genre Agallia
- genre Agalliana
- genre Agalliopsis
- genre Agalliota
- genre Agelina
- genre Aglaenita
- genre Aglena
- genre Agnesiella
- genre Agrica
- genre Agrosoma
- genre Aguahua
- genre Aguana
- genre Aguatala
- genre Agudus
- genre Aguriahana
- genre Ahimia
- genre Ahmedra
- genre Aidola
- genre Aindrahamia
- genre Aisa
- genre Ajika
- genre Alaca
- genre Aladzoa
- genre Alahana
- genre Alapona
- genre Alapus
- genre Albera
- genre Albicostella
- genre Albiniana
- genre Alconeura
- genre Alebra
- genre Alebranus
- genre Alebrasca
- genre Alebroides
- genre Alemaia
- genre Aletta
- genre Aligia
- genre Alladanus
- genre Allogonia
- genre Allonolla
- genre Allophleps
- genre Alloproctus
- genre Allotapes
- genre Allygianus
- genre Allygidius
- genre Allygiella
- genre Allygus
- genre Almunisna
- genre Alnetoidia
- genre Alobaldia
- genre Alocephalus
- genre Alocha
- genre Alocoelidia
- genre Alodeltocephalus
- genre Aloeurymela
- genre Aloipo
- genre Alopenthimia
- genre Aloplemmeles
- genre Alosarpestus
- genre Alospangbergia
- genre Alotartessella
- genre Alotartessus
- genre Aloxestocephalus
- genre Alseis
- genre Altaiotettix
- genre Amahuaka
- genre Amalfia
- genre Amazygina
- genre Ambara
- genre Amberbakia
- genre Ambigonalia
- genre Amblydisca
- genre Amblyscarta
- genre Amblyscartidia
- genre Amblysellus
- genre Amblytelinus
- genre Amimenus
- genre Amphigonalia
- genre Amplicephalus
- genre Amplicoelidia
- genre Amplimada
- genre Amrasca
- genre Amritodus
- genre Amurta
- genre Amylidia
- genre Anaceratagallia
- genre Anacofana
- genre Anaconura
- genre Anacornutipo
- genre Anacotis
- genre Anacrocampsa
- genre Anacuerna
- genre Anaemotettix
- genre Anagonalia
- genre Anaka
- genre Anareia
- genre Anatkina
- genre Ancudana
- genre Andanus
- genre Andrabia
- genre Anemolua
- genre Aneono
- genre Angolaia
- genre Angubahita
- genre Angucephala
- genre Angulanus
- genre Angustella
- genre Angusticella
- genre Anidiocerus
- genre Ankosus
- genre Annidion
- genre Anomia
- genre Anoplotettix
- genre Anoscopus
- genre Anoterostemma
- genre Antillonirvana
- genre Antoniellus
- genre Anufrievia
- genre Anzygina
- genre Aphanalebra
- genre Apheliona
- genre Aphrodes
- genre Aplanatus
- genre Aplanus
- genre Aplanusiella
- genre Apogonalia
- genre Apophydia
- genre Apulia
- genre Arahura
- genre Araldus
- genre Arapona
- genre Arawa
- genre Arbelana
- genre Arboridia
- genre Arbosiria
- genre Archeguina
- genre Arenoledra
- genre Argaterma
- genre Argyrilla
- genre Aricanus
- genre Arocephalus
- genre Aroonra
- genre Arragsia
- genre Arrugada
- genre Arthaldeus
- genre Artianus
- genre Articoelidia
- genre Artucephalus
- genre Aruena
- genre Arundanus
- genre Ascius
- genre Asepodiva
- genre Asialebra
- genre Asianidia
- genre Asichnus
- genre Asiotoxum
- genre Aspilodora
- genre Assina
- genre Assiringia
- genre Assiuta
- genre Astacotettix-unav
- genre Asthenotettix
- genre Atanus
- genre Ateloguina
- genre Athysanella
- genre Athysanopsis
- genre Athysanus
- genre Atkinsoniella
- genre Attenuipyga
- genre Aulacizes
- genre Auridius
- genre Aurigoniella
- genre Aurogonalia
- genre Austroagallia
- genre Austroagalloides
- genre Austroasca
- genre Austrocerus
- genre Austrolopa
- genre Austrotartessus
- genre Awasha
- genre Aylala
- genre Ayubiana
- genre Aztegina
- genre Aztrania
- genre Baaora
- genre Babacephala
- genre Backhoffella
- genre Badylessa
- genre Baguoidea
- genre Bahapona
- genre Bahita
- genre Baileyus
- genre Bakera
- genre Bakeriana
- genre Bakshia
- genre Balacha
- genre Balala
- genre Balanda
- genre Balbillus
- genre Balcanocerus
- genre Balclutha
- genre Baldriga
- genre Baldulus
- genre Baleja
- genre Balera
- genre Ballana
- genre Balocerus
- genre Balocha
- genre Balocharella
- genre Balolina
- genre Baluba
- genre Bambusana
- genre Bampurius
- genre Bandara
- genre Bandaromimus
- genre Bannalgaechungia
- genre Banus
- genre Barbatana
- genre Barbinolla
- genre Bardana
- genre Bardera
- genre Barela
- genre Barinaga
- genre Barodecus
- genre Baroma
- genre Bascarrhinus
- genre Basutoia
- genre Bathysmatophorus
- genre Batracomorphus
- genre Baya
- genre Beamerana
- genre Beamerulus
- genre Begonalia
- genre Beirneola
- genre Bellpenna
- genre Benala
- genre Benglebra
- genre Bengueta
- genre Benibahita
- genre Beniledra
- genre Bergallia
- genre Bergolix
- genre Bertawolia
- genre Betawala
- genre Betsileonas
- genre Bhandara
- genre Bharagonalia
- genre Bharata
- genre Bharinka
- genre Bharoopra
- genre Bhatasca
- genre Bhatia
- genre Bhavapura
- genre Bhooria
- genre Biadorus
- genre Biluscelis
- genre Bilusius
- genre Biza
- genre Bloemia
- genre Bobacella
- genre Bolanusoides
- genre Bolarga
- genre Bolidiana
- genre Bolivaia
- genre Boliviela
- genre Bolotheta
- genre Bonamus
- genre Bonaspeia
- genre Bonneyana
- genre Bordesia
- genre Borditartessus
- genre Borduria
- genre Bornatka
- genre Borogonalia
- genre Borulla
- genre Bothrogonia
- genre Boulardus
- genre Boundarus
- genre Brachylope
- genre Brachylorus
- genre Brachypterona
- genre Brasa
- genre Brasilanus
- genre Brasopsis
- genre Brasura
- genre Brazosa
- genre Brenda
- genre Brevicapitorus
- genre Breviguina
- genre Brevimetopia
- genre Brevolidia
- genre Brincadorus
- genre Britimnathista
- genre Brunerella
- genre Brunotartessus
- genre Bubacua
- genre Bucephalogonia
- genre Buloria
- genre Bulotartessus
- genre Bumka
- genre Bundabrilla
- genre Bundera
- genre Buritia
- genre Busonia
- genre Busoniomimus
- genre Byphlocyta
- genre Bythonia
- genre Cabrellus
- genre Cabrulus
- genre Caffrolix
- genre Cafixia
- genre Cahya
- genre Caknesia
- genre Calades
- genre Caladonus
- genre Calamotettix
- genre Calanana
- genre Caldwelliola
- genre Calliscarta
- genre Calodia
- genre Calodicia
- genre Caloduferna
- genre Calonia
- genre Calotartessus
- genre Camaija
- genre Campecha
- genre Camptelasmus
- genre Canariotettix
- genre Candulifera
- genre Canopyana
- genre Cantura
- genre Capcoana
- genre Capeolix
- genre Caphodellus
- genre Caphodus
- genre Caplopa
- genre Capoideus
- genre Caragonalia
- genre Caragonia
- genre Caranavia
- genre Carchariacephalus
- genre Cardioscarta
- genre Carelmapu
- genre Cariancha
- genre Caribovia
- genre Carinata
- genre Carinolidia
- genre Carsonus
- genre Caruya
- genre Carvaka
- genre Cassianeura
- genre Castanoguina
- genre Castoriella
- genre Catagonalia
- genre Catenocola
- genre Catorthorrhinus
- genre Cazenus
- genre Cechenotettix
- genre Cedarotettix
- genre Cenedaeus
- genre Cephalelus
- genre Cephalius
- genre Cephalogonalia
- genre Ceratagallia
- genre Cerkira
- genre Cerneura
- genre Cerrillus
- genre Cerus
- genre Cestius
- genre Cetexa
- genre Chagria
- genre Changwhania
- genre Chanohirata
- genre Chaparea
- genre Chatura
- genre Chelidinus
- genre Chiasmodolon
- genre Chiasmus
- genre Chibala
- genre Chibchanirvana
- genre Chichahua
- genre Chigallia
- genre Chikava
- genre Chileanoscopus
- genre Chilelana
- genre Chilella
- genre Chilenana
- genre Chimaerotettix
- genre Chinaella
- genre Chinaia
- genre Chinchinota
- genre Chlidochrus
- genre Chloothea
- genre Chlorita
- genre Chloroasca
- genre Chlorogonalia
- genre Chloronana
- genre Chloropelix
- genre Chlorotettix
- genre Chonosina
- genre Chouious
- genre Choulima
- genre Chromagallia
- genre Chroocacus
- genre Chudania
- genre Chujophila
- genre Chunra
- genre Chunroides
- genre Cibra
- genre Cicada
- genre Cicadabara
- genre Cicadella
- genre Cicadula
- genre Cicadulella
- genre Cicadulina
- genre Cicaduloida
- genre Cicciana
- genre Ciccus
- genre Ciminius
- genre Cinerogonalia
- genre Citorus
- genre Citripo
- genre Ciudadrea
- genre Clavena
- genre Cleptochiton
- genre Cleusiana
- genre Clinogonalia
- genre Clinonana
- genre Clinonella
- genre Clorindaia
- genre Clypelliana
- genre Clypeolidia
- genre Cochanga
- genre Cochlorhinus
- genre Cocoelidia
- genre Cocrassana
- genre Codilia
- genre Coelana
- genre Coelella
- genre Coelestinus
- genre Coelidia
- genre Coelidiana
- genre Coelindroma
- genre Coelogypona
- genre Cofana
- genre Coganoa
- genre Coganus
- genre Colistra
- genre Colladonus
- genre Colliguina
- genre Coloana
- genre Coloborrhis
- genre Cololedra
- genre Colosteres
- genre Comahadina
- genre Comanopa
- genre Comayagua
- genre Commellus
- genre Complanledra
- genre Conala
- genre Conbalia
- genre Concaveplana
- genre Concavifer
- genre Concepciona
- genre Condylotes
- genre Confucius
- genre Conlopa
- genre Conogonia
- genre Conoguinula
- genre Conosanus
- genre Conoscelis
- genre Consepusa
- genre Conversana
- genre Convexana
- genre Convexfronta
- genre Copididonus
- genre Corilidia
- genre Coriojassus
- genre Cornutipo
- genre Coronalidia
- genre Coronigonalia
- genre Coronigoniella
- genre Coronophtus
- genre Coroticus
- genre Cortona
- genre Corupiana
- genre Corymbonotus
- genre Coryphaelus
- genre Cosmotettix
- genre Costamia
- genre Costanana
- genre Coulinus
- genre Cozadanus
- genre Crassana
- genre Crassinolanus
- genre Crepluvia
- genre Cribrus
- genre Crinolidia
- genre Crinorus
- genre Crispina
- genre Croconelus
- genre Crossogonalia
- genre Crumbana
- genre Cruziella
- genre Ctenotettix
- genre Ctenurellina
- genre Cuanta
- genre Cubnara
- genre Cubrasa
- genre Cuerna
- genre Cuitlana
- genre Culumana
- genre Cumbrenanus
- genre Cunedda
- genre Curtara
- genre Curvimonus
- genre Curvostylus
- genre Cyanidius
- genre Cyclogonia
- genre Cyrta
- genre Cyrtodisca
- genre Dagama
- genre Daimachus
- genre Dalbulus
- genre Daltonia
- genre Daluana
- genre Dalus
- genre Damaniana
- genre Dampfiana
- genre Dananea
- genre Danbara
- genre Daochia
- genre Dapitana
- genre Dardania
- genre Dariena
- genre Dasmeusa
- genre Dattasca
- genre Davduospina
- genre Daveyoungana
- genre Davisonia
- genre Davmata
- genre Dayus
- genre Dechacona
- genre Declivara
- genre Decua
- genre Delopa
- genre Delospilopterus
- genre Deltanus
- genre Deltazotus
- genre Deltella
- genre Deltocephalus
- genre Deltocoelidia
- genre Deltolidia
- genre Deltorhynchus
- genre Demadana
- genre Depanana
- genre Depanisca
- genre Derakandra
- genre Derogonia
- genre Derriblocera
- genre Desamera
- genre Deselvana
- genre Desertana
- genre Destinia
- genre Destinoides
- genre Destria
- genre Devolana
- genre Dhongariva
- genre Diacra
- genre Dialecticopteryx
- genre Dialodia
- genre Diceratalebra
- genre Dichrophleps
- genre Dicodia
- genre Dicolecia
- genre Dicraneura
- genre Dicraneurula
- genre Dictyodisca
- genre Dicyphonia
- genre Didymotettix
- genre Diedrocephala
- genre Diestostemma
- genre Digitalis
- genre Diglenita
- genre Dikraneura
- genre Dikrella
- genre Dikrellidia
- genre Dilobopterus
- genre Diomma
- genre Diplocolenus
- genre Direnaia
- genre Discocephalana
- genre Distantessus
- genre Distantia
- genre Divitiacus
- genre Divus
- genre Dixianus
- genre Dlabolaiana
- genre Dlabolaracus
- genre Docalidia
- genre Docotettix
- genre Doda
- genre Dohukia
- genre Doleranus
- genre Dolichopscerus
- genre Doliotettix
- genre Dolyobius
- genre Donidea
- genre Donleva
- genre Doowella
- genre Doradana
- genre Doratulina
- genre Doratura
- genre Doraturopsis
- genre Dorrotartessus
- genre Dorycephalus
- genre Dorycnia
- genre Dorydiella
- genre Drabescoides
- genre Drabescus
- genre Draeculacephala
- genre Dragonana
- genre Drakensbergena
- genre Dremuela
- genre Drionia
- genre Driotura
- genre Drordana
- genre Dryadomorpha
- genre Dryodurgades
- genre Duanjina
- genre Duatartessus
- genre Dudanus
- genre Dumorpha
- genre Dunioa
- genre Duraturopsis
- genre Durgades
- genre Durgula
- genre Dussana
- genre Dusuna
- genre Dwightla
- genre Dworakowskaia
- genre Dziwneono
- genre Ebarrius
- genre Ectopiocephalus
- genre Ectypus
- genre Ederranus
- genre Edwardsiana
- genre Egenus
- genre Egidemia
- genre Ehagua
- genre Elabra
- genre Elbelus
- genre Eldama
- genre Eldarbala
- genre Eleazara
- genre Elginus
- genre Elrabonia
- genre Elymana
- genre Emadiana
- genre Emeljanovianus
- genre Emelyanoviana
- genre Eminea
- genre Empoa
- genre Empoasca
- genre Empoascanara
- genre Enantiocephalus
- genre Endoxoneura
- genre Endria
- genre Eogypona
- genre Eomileewa
- genre Eovulturnops
- genre Ephelodes
- genre Epiacanthus
- genre Epicephalius
- genre Epignoma
- genre Epipsychidion
- genre Equeefa
- genre Erabla
- genre Erasmoneura
- genre Eratoneura
- genre Eremophlepsius
- genre Ericotettix
- genre Erragonalia
- genre Errastunus
- genre Errhomenus
- genre Errhomus
- genre Erronus
- genre Eryapus
- genre Eryascara
- genre Erythria
- genre Erythridula
- genre Erythrogonia
- genre Erythroneura
- genre Erzaleus
- genre Ethiocoelidia
- genre Euacanthella
- genre Eualebra
- genre Euleimonios
- genre Eulonus
- genre Eupelix
- genre Eupenthimia
- genre Eupterella
- genre Eupterycyba
- genre Eupteryx
- genre Euragallia
- genre Eurhadina
- genre Euronirvanella
- genre Eurymela
- genre Eurymelella
- genre Eurymelessa
- genre Eurymelita
- genre Eurymeloides
- genre Eurymelops
- genre Eurypella
- genre Eusallya
- genre Eusama
- genre Euscelidella
- genre Euscelidius
- genre Euscelis
- genre Eusceloidia
- genre Eusora
- genre Eutandra
- genre Eutartessus
- genre Eutettix
- genre Evacanthus
- genre Evanirvana
- genre Evansiola
- genre Evansolidia
- genre Evinus
- genre Excavanus
- genre Excultanus
- genre Exitianus
- genre Exogonia
- genre Exolidia
- genre Extensus
- genre Extrusanus
- genre Ezrana
- genre Fagocyba
- genre Faiga
- genre Falcitettix
- genre Faltala
- genre Farynala
- genre Favintiga
- genre Fedotartessus
- genre Ferganotettix
- genre Ferrariana
- genre Fibragallia
- genre Ficiana
- genre Ficocyba
- genre Fieberiella
- genre Fingeriana
- genre Fistulatus
- genre Fistulidia
- genre Fitchana
- genre Flatfronta
- genre Flavitartessus
- genre Flexamia
- genre Flexana
- genre Flexarida
- genre Flexocerus
- genre Floridonus
- genre Folicana
- genre Fonsecaiulus
- genre Forcipata
- genre Foroa
- genre Foso
- genre Frequenamia
- genre Freytagana
- genre Fridonus
- genre Friscanus
- genre Frutioidia
- genre Fuminana
- genre Funkikonia
- genre Furcatartessus
- genre Fusanus
- genre Fusigonalia
- genre Fusiplata
- genre Futasujinoidella
- genre Futasujinus
- genre Gabrita
- genre Galboa
- genre Gambialoa
- genre Gannachrus
- genre Gannia
- genre Garapita
- genre Gargaropsis
- genre Garguina
- genre Gariesa
- genre Garlica
- genre Gcaleka
- genre Gehundra
- genre Geitogonalia
- genre Genatra
- genre Gessius
- genre Ghauriana
- genre Gicrantus
- genre Giffardia
- genre Gillonella
- genre Gindara
- genre Giprus
- genre Gladkara
- genre Gloridonus
- genre Glossocratus
- genre Gobicuellus
- genre Goblinaja
- genre Godoyana
- genre Goifa
- genre Goldeus
- genre Golwala
- genre Goniagnathus
- genre Gorgonalia
- genre Goska
- genre Gracilidia
- genre Graminella
- genre Grammacephalus
- genre Graphocephala
- genre Graphocraerus
- genre Graphogonalia
- genre Graptoguina
- genre Gratba
- genre Gredzinskiya
- genre Gressittella
- genre Gressittocerus
- genre Griveaudana
- genre Grootonia
- genre Grunchia
- genre Grypotellus
- genre Grypotes
- genre Guheswaria
- genre Guineotetta
- genre Gullifera
- genre Gunghuyana
- genre Gunhilda
- genre Gununga
- genre Gunungidia
- genre Gurawa
- genre Gypona
- genre Gyponana
- genre Habenia
- genre Habralebra
- genre Hackeriana
- genre Hadralebra
- genre Hadria
- genre Hadroca
- genre Hajra
- genre Haldorus
- genre Hamagina
- genre Hamana
- genre Hamolidia
- genre Handianus
- genre Hangapa
- genre Hanshumba
- genre Haranga
- genre Haranthus
- genre Harasupia
- genre Hardya
- genre Harmata
- genre Hastalidia
- genre Hatigoria
- genre Hatralixia
- genre Hauptidia
- genre Hazaraneura
- genre Hebecephalus
- genre Hebexa
- genre Hecadula
- genre Hecalapona
- genre Hecalocorica
- genre Hecalocratus
- genre Hecaloidella
- genre Hecaloidia
- genre Hecalus
- genre Hecullus
- genre Hegira
- genre Heidinus
- genre Heliona
- genre Helionides
- genre Helionidia
- genre Heliotettix
- genre Hellerina
- genre Helochara
- genre Helocharina
- genre Hemisudra
- genre Hengchunia
- genre Henribautia
- genre Henschia
- genre Hensleyella
- genre Hephathus
- genre Hepneriana
- genre Hepzygina
- genre Hespenedra
- genre Hespericerus
- genre Heteroguina
- genre Hikangia
- genre Hiltus
- genre Hiratettix
- genre Hishimonoides
- genre Hishimonus
- genre Histipagus
- genre Hodoedocus
- genre Homa
- genre Homalodisca
- genre Homoscarta
- genre Hoplojassus
- genre Horouta
- genre Hortensia
- genre Houtbayana
- genre Huachia
- genre Huancabamba
- genre Huleria
- genre Humpatagallia
- genre Hussainiana
- genre Hyalocerus
- genre Hyalojassus
- genre Hybla
- genre Hybrasil
- genre Hydabricta
- genre Hylica
- genre Hymetta
- genre Hyogonia
- genre Hypacostemma
- genre Ianeira
- genre Iassomorphus
- genre Iassus
- genre Ibadarrus
- genre Icaia
- genre Ichthyobelus
- genre Idiocerella
- genre Idiocerinus
- genre Idioceromimus
- genre Idiocerus
- genre Idiodonus
- genre Idionannus
- genre Idioscopus
- genre Idona
- genre Ifeia
- genre Ifeneura
- genre Ifuaria
- genre Ifugoa
- genre Igerna
- genre Igutettix
- genre Ilagia
- genre Ileopeltus
- genre Illinigina
- genre Imbecilla
- genre Immadellana
- genre Imugina
- genre Indokutara
- genre Infulatartessus
- genre Inghamia
- genre Iniesta
- genre Inoclapis
- genre Inuyana
- genre Ipelloides
- genre Ipo
- genre Ipocerus
- genre Ipoella
- genre Ipoides
- genre Iposcopus
- genre Iragua
- genre Irenaella
- genre Iriatartessus
- genre Isaca
- genre Iseza
- genre Ishidaella
- genre Ishiharella
- genre Isogonalia
- genre Iturnoria
- genre Ivorycoasta
- genre Jaacunga
- genre Jacobiasca
- genre Jacobiella
- genre Jafar
- genre Jakarellus
- genre Jakrama
- genre Jalalia
- genre Jalorpa
- genre Jamacerus
- genre Jamitettix
- genre Janastana
- genre Jannius
- genre Japanagallia
- genre Japananus
- genre Jassargus
- genre Jassolidia
- genre Jassonirvana
- genre Jassosqualus
- genre Jassulus
- genre Jawigia
- genre Jeepiulus
- genre Jenolidia
- genre Jikradia
- genre Jilinga
- genre Jimara
- genre Jiutepeca
- genre Jivena
- genre Jogocerus
- genre Johanus
- genre Joruma
- genre Jotwa
- genre Jozima
- genre Jukaruka
- genre Juliaca
- genre Julipopa
- genre Kaapia
- genre Kabakra
- genre Kadrabia
- genre Kadrabolina
- genre Kahaono
- genre Kahavalu
- genre Kaila
- genre Kalasha
- genre Kalimorpha
- genre Kalkiana
- genre Kaltitartessus
- genre Kamaza
- genre Kana
- genre Kanorba
- genre Kansendria
- genre Kanziko
- genre Kapateira
- genre Kapsa
- genre Karachiota
- genre Karasekia
- genre Karoseefa
- genre Kasinella
- genre Kasunga
- genre Kaszabinus
- genre Katipo
- genre Kaukania
- genre Kazachstanicus
- genre Keia
- genre Kepulana
- genre Kerygma
- genre Keuria
- genre Kidraneuroidea
- genre Kidrella
- genre Kikuchiella
- genre Kimbella
- genre Kinonia
- genre Kirkaldiella
- genre Kirkaldykra
- genre Kivulopa
- genre Knightipsis
- genre Knullana
- genre Koebelia
- genre Kogigonalia
- genre Kolla
- genre Kopamerra
- genre Koperta
- genre Korana
- genre Koreotettix
- genre Korsigianus
- genre Kosasia
- genre Kotabala
- genre Kotwaria
- genre Kramerana
- genre Krameraxus
- genre Krameriata
- genre Kramerolidia
- genre Kravilidius
- genre Krisna
- genre Krocodona
- genre Krocolidia
- genre Krocozzota
- genre Kronos
- genre Kropka
- genre Krosolus
- genre Kuantaochia
- genre Kufajka
- genre Kunasia
- genre Kunzeana
- genre Kunzella
- genre Kuohledra
- genre Kuohzygia
- genre Kurotsuyanus
- genre Kusala
- genre Kuscheliola
- genre Kutara
- genre Kwempia
- genre Kyboasca
- genre Kybos
- genre Kyphocotis
- genre Kyphoctella
- genre Labocurtidia
- genre Labrangia
- genre Laburrus
- genre Ladoffa
- genre Ladya
- genre Laevicephalus
- genre Laevilidia
- genre Lajolla
- genre Laminacutus
- genre Lampridius
- genre Lamprotettix
- genre Lamtoana
- genre Laneola
- genre Lankama
- genre Lankasca
- genre Lareba
- genre Largulara
- genre Larsenolidia
- genre Lascumbresa
- genre Lasioscopus
- genre Latalus
- genre Laticorona
- genre Latiguina
- genre Latusagallia
- genre Latycephala
- genre Lautereria
- genre Lautereriana
- genre Lawsonellus
- genre Laylatina
- genre Lebaja
- genre Lebradea
- genre Lecacis
- genre Lectotypella
- genre Ledeira
- genre Ledra
- genre Ledracotis
- genre Ledraprora
- genre Ledrella
- genre Ledroides
- genre Ledromorpha
- genre Ledropsella
- genre Ledropsis
- genre Lemellus
- genre Leofa
- genre Leopallia
- genre Leuconeura
- genre Libengaia
- genre Lichtrea
- genre Licolidia
- genre Licontinia
- genre Liguropia
- genre Limassolla
- genre Limbanus
- genre Limentinus
- genre Limonella
- genre Limotettix
- genre Limpica
- genre Linacephalus
- genre Lindbergina
- genre Linnavuoriana
- genre Linnavuoriella
- genre Lipata
- genre Lisciasta
- genre Lissoscarta
- genre Listrophora
- genre Litura
- genre Loipothea
- genre Lojanus
- genre Lojata
- genre Loka
- genre Lonatura
- genre Longicauda
- genre Lonnia
- genre Loralia
- genre Lorellana
- genre Loreta
- genre Lowata
- genre Lualabanus
- genre Lublinia
- genre Luheria
- genre Luodianasca
- genre Lupola
- genre Lusitanocephalus
- genre Luteobalmus
- genre Luvanda
- genre Luvila
- genre Luzoniana
- genre Lycioides
- genre Lystridea
- genre Macroceps
- genre Macropsella
- genre Macropsis
- genre Macrosteles
- genre Macrotartessus
- genre Macugonalia
- genre Macumada
- genre Macunolla
- genre Macustus
- genre Macutella
- genre Madagella
- genre Madagena
- genre Madanata
- genre Madaura
- genre Madessina
- genre Madicola
- genre Madranga
- genre Madriscula
- genre Madumbra
- genre Magnentius
- genre Maguangua
- genre Mahaja
- genre Mahellus
- genre Mahmoodia
- genre Maichewia
- genre Maiestas
- genre Mainda
- genre Makia
- genre Makilingia
- genre Malagasiella
- genre Malasiella
- genre Maldonadora
- genre Malendea
- genre Malgasicola
- genre Malgasiella
- genre Malichus
- genre Malicia
- genre Malipo
- genre Malissiana
- genre Malmaemichungia
- genre Mamates
- genre Mandola
- genre Mangganeura
- genre Manzutus
- genre Mapochia
- genre Mapochiella
- genre Maranata
- genre Marcapatiana
- genre Marcelcyba
- genre Mareba
- genre Mareja
- genre Marganana
- genre Maricaona
- genre Maroopula
- genre Marquesitettix
- genre Masafuera
- genre Mascarenotettix
- genre Masiripius
- genre Matatua
- genre Matsumurama
- genre Matsumurana
- genre Matsumuratettix
- genre Matsumurella
- genre Matsumurina
- genre Mattogrossus
- genre Maximianus
- genre Mayawa
- genre Maynacerus
- genre Mblokoa
- genre Mcateeana
- genre Mediocerus
- genre Medlerola
- genre Megabahita
- genre Megabyzus
- genre Megacoelidia
- genre Megagallia
- genre Megalidia
- genre Megalopenthimia
- genre Megalopsius
- genre Megaulon
- genre Megipocerus
- genre Megophthalmus
- genre Megulopa
- genre Meketia
- genre Melanetettix
- genre Melanguina
- genre Melanoria
- genre Melicharella
- genre Melillaia
- genre Melliola
- genre Memnonia
- genre Mendozellus
- genre Mendrausus
- genre Mendreus
- genre Menosoma
- genre Meremra
- genre Meroleucocerus
- genre Mesadorus
- genre Mesagallia
- genre Mesamia
- genre Mesargus
- genre Mesogonia
- genre Mesolimnella
- genre Mesoparopia
- genre Mesotettix
- genre Metacephalus
- genre Metagoldeus
- genre Metalimnus
- genre Metapocirtus
- genre Metascarta
- genre Mexara
- genre Mexicananus
- genre Mexicanocerus
- genre Mexigina
- genre Mexolidia
- genre Mfutila
- genre Mgenia
- genre Miarogonalia
- genre Micantulina
- genre Michalowskiya
- genre Micrelloides
- genre Microgoniella
- genre Microledrella
- genre Microlopa
- genre Midoria
- genre Mileewa
- genre Milotartessus
- genre Mimallygus
- genre Mimiya
- genre Mimodorus
- genre Mimotettix
- genre Mindanaoa
- genre Minimana
- genre Minucella
- genre Miradeltaphus
- genre Miraldus
- genre Mirzayansus
- genre Mitelloides
- genre Mitjaevia
- genre Mizeria
- genre Mlanje
- genre Mocuola
- genre Mocydia
- genre Mocydiopsis
- genre Modderena
- genre Mogangella
- genre Mogangina
- genre Mogenola
- genre Mohunia
- genre Molomea
- genre Molopopterus
- genre Moluccazhangia
- genre Momoria
- genre Mongolojassus
- genre Monobazus
- genre Monomada
- genre Monteithia
- genre Moorada
- genre Mordania
- genre Morinda
- genre Moruloguina
- genre Moskgha
- genre Motaga
- genre Motschulskyia
- genre Mucrometopia
- genre Muinocerus
- genre Mukaria
- genre Muluana
- genre Musbrnoia
- genre Musgraviella
- genre Musosa
- genre Myerslopella
- genre Myittana
- genre Myrmecophryne
- genre Myrmecoscopus
- genre Mysolis
- genre Nababia
- genre Nacolus
- genre Naevus
- genre Nakaharanus
- genre Nakula
- genre Naltaca
- genre Namibiola
- genre Namiocerus
- genre Nanatka
- genre Nancyana
- genre Nandara
- genre Nanipoides
- genre Nannicerus
- genre Nannogonalia
- genre Nanosius
- genre Napo
- genre Napogina
- genre Naratettix
- genre Narecho
- genre Narta
- genre Nataretus
- genre Naudeus
- genre Navaia
- genre Ndokia
- genre Ndua
- genre Nedangia
- genre Negoneura
- genre Negosiana
- genre Nehela
- genre Neiva
- genre Nelidina
- genre Nelionidia
- genre Nelrivia
- genre Neoaliturus
- genre Neobala
- genre Neobufonaria
- genre Neocoelidia
- genre Neocoelidiana
- genre Neocoelindroma
- genre Neocrassana
- genre Neodartellus
- genre Neodartus
- genre Neodeltocephalus
- genre Neodikrella
- genre Neodonus
- genre Neohecalus
- genre Neohegira
- genre Neoidioscopus
- genre Neoimbecilla
- genre Neojoruma
- genre Neolimnus
- genre Neolokia
- genre Neomesus
- genre Neomohunia
- genre Neonirvana
- genre Neopenthimia
- genre Neophlepsius
- genre Neopsis
- genre Neoreticulum
- genre Neoslossonia
- genre Neotartessus
- genre Neotharra
- genre Neotituria
- genre Neovulturnus
- genre Neozygina
- genre Nephoris
- genre Nephotettix
- genre Nesocerus
- genre Nesoclutha
- genre Nesolina
- genre Nesophrosyne
- genre Nesophryne
- genre Nesophyla
- genre Nesoriella
- genre Nesothamnus
- genre Neurotettix
- genre Newmaniana
- genre Ngoma
- genre Ngombela
- genre Ngunga
- genre Nicolaus
- genre Niedoida
- genre Nielsonia
- genre Nielsoniella
- genre Nigridonus
- genre Nigritartessus
- genre Nikkotettix
- genre Nimabanana
- genre Nionia
- genre Nirvana
- genre Nirvanguina
- genre Nirvanoides
- genre Nitidoguina
- genre NittaNitta
- genre Nkaanga
- genre Nkonba
- genre Nkumba
- genre Noritonus
- genre Nortoides
- genre Norva
- genre Norvellina
- genre Notocephalius
- genre Notus
- genre Novolopa
- genre Novothymbris
- genre Nsanga
- genre Nsesa
- genre Nsimbala
- genre Ntanga
- genre Ntotila
- genre Nubelella
- genre Nubelloides
- genre Nudulidia
- genre Nullamia
- genre Nullana
- genre Nurenus
- genre Nyhimbricus
- genre Nyndgama
- genre Nzinga
- genre Occinirvana
- genre Occiplanocephalus
- genre Oceanopona
- genre Ochrostacta
- genre Odmiella
- genre Odomas
- genre Odzalana
- genre Oeogonalia
- genre Ohausia
- genre Okaundua
- genre Olidiana
- genre Ollarianus
- genre Olszewskia
- genre Omagua
- genre Omanagallia
- genre Omanana
- genre Omanella
- genre Omanellinus
- genre Omanesia
- genre Omanolidia
- genre Omaranus
- genre Omegalebra
- genre Onblavia
- genre Oncometopia
- genre Oncopsis
- genre Onega
- genre Oniella
- genre Oniroxis
- genre Onukia
- genre Onukiades
- genre Onukigallia
- genre Onura
- genre Ootacamundus
- genre Opamata
- genre Ophionotum
- genre Ophiuchus
- genre Opio
- genre Opsianus
- genre Opsius
- genre Optocerus
- genre Optya
- genre Oragua
- genre Orechona
- genre Orianajea
- genre Orientalebra
- genre Orientus
- genre Orocastus
- genre Orosius
- genre Orsalebra
- genre Ortega
- genre Osbornellus
- genre Osbornulus
- genre Osella
- genre Ossiannilssonola
- genre Ossuaria
- genre Otbatara
- genre Oxycephalotettix
- genre Oxytettigella
- genre Ozias
- genre Pachitea
- genre Pachodus
- genre Pachymetopius
- genre Pachyopsis
- genre Pachytettix
- genre Pactana
- genre Pagaronia
- genre Paguinapua
- genre Paivanana
- genre Palingonalia
- genre Paluda
- genre Pamplona
- genre Pamplonoidea
- genre Pandacerus
- genre Panolidia
- genre Pantallus
- genre Parabahita
- genre Parabolocratalis
- genre Parabolopona
- genre Paracarinolidia
- genre Paracatua
- genre Paracephaleus
- genre Parachunroides
- genre Paracicadula
- genre Paracoelidiana
- genre Paracolladonus
- genre Paraconfucius
- genre Paracrocampsa
- genre Paracyba
- genre Paracyrta
- genre Paradorydium
- genre Paradoxivena
- genre Parafagocyba
- genre Parafieberiella
- genre Paraganus
- genre Paraglena
- genre Paragonalia
- genre Paragygrus
- genre Paraidioscopus
- genre Parakrisna
- genre Paralaca
- genre Paralaevicephalus
- genre Paralebra
- genre Paralidia
- genre Paralimnellus
- genre Paralimnoidella
- genre Paralimnus
- genre Parallaxis
- genre Parallelus
- genre Parallygus
- genre Paramacroceps
- genre Paramelia
- genre Paramesanus
- genre Paramesodes
- genre Paramesus
- genre Paramohunia
- genre Parandanus
- genre Paranurenus
- genre Paraonukia
- genre Parapetalocephala
- genre Paraphlepsius
- genre Paraphrodes
- genre Paraphysiana
- genre Paraplacidellus
- genre Parapotes
- genre Paraquichira
- genre Parasudra
- genre Paratanus
- genre Paraterulia
- genre Parathaia
- genre Parathona
- genre Paratkina
- genre Paratubana
- genre Paratyphlocyba
- genre Paraulacizes
- genre Parazyginella
- genre Pariacaca
- genre Parinaeota
- genre Parohinka
- genre Paromenia
- genre Paropulopa
- genre Pasadenus
- genre Pasara
- genre Pasaremus
- genre Pascoepus
- genre Pataniolidia
- genre Paulomanus
- genre Pauripo
- genre Pauroeurymela
- genre Pawiloma
- genre Pazu
- genre Peayanus
- genre Peconus
- genre Pedarium
- genre Pedionis
- genre Pediopsis
- genre Pediopsoides
- genre Pedioscopus
- genre Pegogonia
- genre Pelaguina
- genre Peltocheirus
- genre Pemoasca
- genre Penangiana
- genre Pendarus
- genre Penehuleria
- genre Penestragania
- genre Penthigrampta
- genre Penthimia
- genre Penthimidia
- genre Penthimiella
- genre Penthimiola
- genre Penthimiopsis
- genre Pentoffia
- genre Pentria
- genre Periacerus
- genre Perophlepsius
- genre Perspinolidia
- genre Perubahita
- genre Perubala
- genre Perugina
- genre Perugrampta
- genre Perugramptella
- genre Perulidia
- genre Perundanus
- genre Petalocephala
- genre Petalocephaloides
- genre Pettya
- genre Peyerimhoffiola
- genre Phaeida
- genre Phera
- genre Philaia
- genre Philippocerus
- genre Philipposcopus
- genre Philotartessus
- genre Phlebiastes
- genre Phlepsanus
- genre Phlepsius
- genre Phlepsobahita
- genre Phlepsopsius
- genre Phlogis
- genre Phlogotettix
- genre Phlogothamnus
- genre Phycotettix
- genre Phytotartessus
- genre Picchuia
- genre Picchusteles
- genre Piezauchenia
- genre Pilosana
- genre Pingellus
- genre Pinopona
- genre Pinumius
- genre Piorella
- genre Pisachoides
- genre Pitadava
- genre Pithyotettix
- genre Placidellus
- genre Placotettix
- genre Planaphrodes
- genre Planicephalus
- genre Planolidia
- genre Plapigella
- genre Platentomus
- genre Platfusa
- genre Platycyba
- genre Platyeurymela
- genre Platygonia
- genre Platyhynna
- genre Platyjassus
- genre Platyledra
- genre Platymetopius
- genre Platyproctus
- genre Platyretus
- genre Platyscopus
- genre Platyvalvata
- genre Pleargus
- genre Pleopardus
- genre Plerogonalia
- genre Plesiommata
- genre Plexitartessus
- genre Plummerella
- genre Plumosa
- genre Podulmorinus
- genre Poecilocarda
- genre Poeciloscarta
- genre Pogonoscopus
- genre Polana
- genre Poliona
- genre Polisanella
- genre Polluxia
- genre Polyamia
- genre Ponana
- genre Ponanella
- genre Poochara
- genre Porcorhinus
- genre Portanus
- genre Pradama
- genre Praganus
- genre Prairiana
- genre Pratura
- genre Pravistylus
- genre Premanus
- genre Prescottia
- genre Preta
- genre Pretioscopus
- genre Procama
- genre Procandea
- genre Procephaleus
- genre Proceps
- genre Processus
- genre Proconia
- genre Proconobola
- genre Proconopera
- genre Proconosama
- genre Proekes
- genre Proekoides
- genre Propetes
- genre Proranus
- genre Proskura
- genre Prosopoxys
- genre Protalebra
- genre Protalebrella
- genre Protartessus
- genre Protensus
- genre Protodikraneura
- genre Protonesis
- genre Proxima
- genre Psammotettix
- genre Psegmatus
- genre Pseudalaca
- genre Pseudaligia
- genre Pseudaraldus
- genre Pseudobalbillus
- genre Pseudocephalelus
- genre Pseudododa
- genre Pseudoidioscopus
- genre Pseudolausulus
- genre Pseudometopia
- genre Pseudomohunia
- genre Pseudophera
- genre Pseudophlepsius
- genre Pseudosubhimalus
- genre Pseudosudra
- genre Pseudothaia
- genre Pseutettix
- genre Psibala
- genre Pteropyx
- genre Pugla
- genre Punahuana
- genre Punctigerella
- genre Putoniessa
- genre Putoniessiella
- genre Pygmaelidia
- genre Pygotettix
- genre Pyrenaeibufonaria
- genre Pyrgophora
- genre Pythamus
- genre Pythonirvana
- genre Qadria
- genre Quartauropa
- genre Quartausius
- genre Quaziptus
- genre Quichira
- genre Quilopsis
- genre Raabeina
- genre Rabela
- genre Rabiana
- genre Racinolidia
- genre Radhades
- genre Radicafurcus
- genre Ragia
- genre Ramakrishnania
- genre Ramania
- genre Ramosulus
- genre Ramsisia
- genre Ranbara
- genre Randhawa
- genre Raphirhinus
- genre Ratburella
- genre Ratjalia
- genre Ratsiraka
- genre Raunothus
- genre Rawania
- genre Recilia
- genre Redaprata
- genre Refrolix
- genre Regalana
- genre Relaba
- genre Relipo
- genre Remoya
- genre Rengatella
- genre Renonus
- genre Renosteria
- genre Resimaguina
- genre Restiobia
- genre Reticana
- genre Reticopsella
- genre Reticopsis
- genre Retrolidia
- genre Retusanus
- genre Reuplemmeles
- genre Reuteriella
- genre Reventazonia
- genre Rhabdotalebra
- genre Rhinocoelidia
- genre Rhoananus
- genre Rhobala
- genre Rhogosana
- genre Rhopalogonia
- genre Rhopalopyx
- genre Rhotidoides
- genre Rhotidus
- genre Rhusia
- genre Rhusopus
- genre Rhutelorbus
- genre Rhytidodus
- genre Rhytistylus
- genre Ribautiana
- genre Rikana
- genre Rinconada
- genre Rineda
- genre Risefronta
- genre Riseveinus
- genre Riyavaroa
- genre Rodezotettix
- genre Roguina
- genre Rolwalia
- genre Ronjpelana
- genre Rosenus
- genre Rosopaella
- genre Rossmoneura
- genre Rotifunkia
- genre Rotigonalia
- genre Rotundata
- genre Rotundicerus
- genre Roxasella
- genre Ruandopsis
- genre Rubria
- genre Rufitidia
- genre Rugosana
- genre Ruppeliana
- genre Saadevra
- genre Sabimamorpha
- genre Sacapome
- genre Sailerana
- genre Sajda
- genre Salka
- genre Salsocolila
- genre Salsolibia
- genre Salvina
- genre Samuraba
- genre Sanatana
- genre Sanctahelenia
- genre Sanctanus
- genre Sandanella
- genre Sandersellus
- genre Sanestebania
- genre Sanluisia
- genre Sannella
- genre Sanuca
- genre Sapingia
- genre Sapoba
- genre Saranella
- genre Sarascarta
- genre Sardius
- genre Sarpestus
- genre Satsumanus
- genre Saudallygus
- genre Savanicus
- genre Savitara
- genre Scaphetus
- genre Scaphodhara
- genre Scaphoidella
- genre Scaphoideus
- genre Scaphoidophyes
- genre Scaphoidula
- genre Scaphoidulina
- genre Scaphosteles
- genre Scaphotettix
- genre Scaphytoceps
- genre Scaphytopius
- genre Scapidonus
- genre Scaris
- genre Scaroidana
- genre Scaropsia
- genre Schildola
- genre Schistogonalia
- genre Schizandrasca
- genre Scinda
- genre Scopocoelidia
- genre Scopogonalia
- genre Scoposcartula
- genre Seasogonia
- genre Secopennis
- genre Sectoculus
- genre Segonalia
- genre Selachina
- genre Selenocephalus
- genre Selenomorphus
- genre Selenopsis
- genre Selvitsa
- genre Sempia
- genre Seriana
- genre Serpa
- genre Serratulus
- genre Serratus
- genre Serridonus
- genre Sestrelicola
- genre Shaddai
- genre Shamala
- genre Sharoka
- genre Shivania
- genre Shivapona
- genre Shumka
- genre Sibovia
- genre Sichaea
- genre Sicistella
- genre Sidelloides
- genre Siderojassus
- genre Signoretia
- genre Sikhamani
- genre Sikkimasca
- genre Sincholata
- genre Sinchonoa
- genre Singapora
- genre Sirosoma
- genre Sisimitalia
- genre Ska
- genre Smicrocotis
- genre Smita
- genre Smyga
- genre Sobara
- genre Sobrala
- genre Sochinsogonia
- genre Sohipona
- genre Soleatus
- genre Sombakidia
- genre Sonesimia
- genre Sonronius
- genre Soosiulus
- genre Sophonia
- genre Soracte
- genre Soractellus
- genre Sordana
- genre Sorhoanus
- genre Sotanus
- genre Spangbergiella
- genre Spanigorlus
- genre Spanotartessus
- genre Spartopyge
- genre Spathanus
- genre Spathifer
- genre Speudotettix
- genre Sphaeropogonia
- genre Sphinctogonia
- genre Spinigina
- genre Spinolidia
- genre Spinulana
- genre Splonia
- genre Sprundigia
- genre Srabura
- genre Stalolidia
- genre Stegelytra
- genre Stehlikiana
- genre Stehliksia
- genre Stellena
- genre Stenagallia
- genre Stenalsella
- genre Stenatkina
- genre Stenipo
- genre Stenocalodia
- genre Stenocotis
- genre Stenogrampta
- genre Stenoledra
- genre Stenolidia
- genre Stenolora
- genre Stenometohardya
- genre Stenometopiellus
- genre Stenomiella
- genre Stenomisella
- genre Stenopsoides
- genre Stenoscopus
- genre Stenotortor
- genre Stephanolla
- genre Stictocoris
- genre Stictoscarta
- genre Stirellus
- genre Stonasla
- genre Stoneana
- genre Stragania
- genre Streptanus
- genre Streptopyx
- genre Striatanus
- genre Strictogonia
- genre Stroggylocephalus
- genre Strongylomma
- genre Stylolidia
- genre Stymphalella
- genre Stymphalus
- genre Suarezilinna
- genre Subhimalus
- genre Subrasaca
- genre Subulatus
- genre Sudhamruta
- genre Sudra
- genre Sulamicerus
- genre Sulcana
- genre Sundara
- genre Sylhetia
- genre Symphypyga
- genre Syncharina
- genre Synogonia
- genre Synophropsis
- genre Syringius
- genre Szara
- genre Szuletaia
- genre Szymczakowskia
- genre Tacora
- genre Tafalka
- genre Tahara
- genre Taharana
- genre Tahuampa
- genre Tahura
- genre Taiwanocerus
- genre Takagiana
- genre Takagiella
- genre Takagioma
- genre Takama
- genre Tamaricades
- genre Tamaricella
- genre Tambila
- genre Tambocerus
- genre Tantogonalia
- genre Tantulidia
- genre Tapajosa
- genre Taperinha
- genre Taperus
- genre Tapetia
- genre Tartessella
- genre Tartessoides
- genre Tartessops
- genre Tartessus
- genre Taslopa
- genre Tasnimocerus
- genre Tataka
- genre Taurotettix
- genre Tautocerus
- genre Tautoneura
- genre Tbilisica
- genre Teleogonia
- genre Teletusa
- genre Teloguina
- genre Telopetulcus
- genre Telusus
- genre Temburocera
- genre Tengatka
- genre Tengirhinus
- genre Tenompoella
- genre Tenuacia
- genre Tenuarus
- genre Tenucephalus
- genre Tenuisanus
- genre Terulia
- genre Tetartostylus
- genre Tetralidia
- genre Tettigellita
- genre Tettigonia
- genre Tettigoniella
- genre Tettisama
- genre Tettiselva
- genre Texananus
- genre Teyasteles
- genre Thagria
- genre Thaia
- genre Thailocyba
- genre Thailus
- genre Thaiora
- genre Thalattoscopus
- genre Thamnophryne
- genre Thamnotettix
- genre Thampoa
- genre Thanomahia
- genre Thapaia
- genre Tharra
- genre Thatuna
- genre Thaumatoscopus
- genre Theasca
- genre Thecana
- genre Theronella
- genre Theroniana
- genre Theronopus
- genre Thlasia
- genre Thomsoniella
- genre Thryaksha
- genre Thymbrella
- genre Thymbris
- genre Tiaja
- genre Tialidia
- genre Tiaratus
- genre Tichocoelidia
- genre Tideltellus
- genre Tigriculus
- genre Tinderella
- genre Tingolix
- genre Tingopyx
- genre Tinobregmus
- genre Tinocripus
- genre Tinteromus
- genre Tipuana
- genre Titiella
- genre Tituria
- genre Tlagonalia
- genre Toba
- genre Togaricrania
- genre Tolasella
- genre Toldoanus
- genre Tomaloides
- genre Tomopennis
- genre Tongdotettix
- genre Torenadoga
- genre Toroa
- genre Toropsis
- genre Torresabela
- genre Tortigonalia
- genre Tortor
- genre Tosioma
- genre Tozzita
- genre Trachygonalia
- genre Trachyguina
- genre Traiguma
- genre Tretogonia
- genre Treufalka
- genre Triasargus
- genre Trichogonia
- genre Trifida
- genre Triquetolidia
- genre Triviotartessus
- genre Trocnada
- genre Trocnadella
- genre Tropicanus
- genre Trunchinus
- genre Trypanalebra
- genre Tsarata
- genre Tuakamara
- genre Tuberana
- genre Tubiga
- genre Tuguinana
- genre Tumocerus
- genre Tumupasa
- genre Turitia
- genre Tuzinka
- genre Twiningia
- genre Tylozygus
- genre Typhlocyba
- genre Typhlocybella
- genre Tzitzikamaia
- genre Ujna
- genre Ulopa
- genre Ulopedra
- genre Ulopella
- genre Uloprora
- genre Unerus
- genre Unguinana
- genre Unguitartessus
- genre Unitra
- genre Univagris
- genre Unoka
- genre Uperogonalia
- genre Urganus
- genre Urmila
- genre Urvana
- genre Usanus
- genre Usharia
- genre Utecha
- genre Uzeldikra
- genre Uzelina
- genre Vangama
- genre Varicopsella
- genre Varsha
- genre Varta
- genre Vartalapa
- genre Vartatopa
- genre Vatana
- genre Vecaulis
- genre Velu
- genre Vermara
- genre Vernobia
- genre Versigonalia
- genre Vertigella
- genre Vicosa
- genre Vidanoana
- genre Vikabara
- genre Vilargus
- genre Villosana
- genre Virganana
- genre Viridomarus
- genre Vrba
- genre Vulturnus
- genre Wadkufia
- genre Wagneriala
- genre Wagneriunia
- genre Waigara
- genre Wakaya
- genre Warlucephala
- genre Warodia
- genre Watanabella
- genre Watara
- genre Webaskola
- genre Welmaya
- genre Wemba
- genre Wiata
- genre Willeiana
- genre Wiloatma
- genre Witera
- genre Woldana
- genre Wolfella
- genre Wolvletta
- genre Wutingia
- genre Wyuchiva
- genre Xaniona
- genre Xedreota
- genre Xenocoelidia
- genre Xenocoelidiana
- genre Xenogonalia
- genre Xenovarta
- genre Xerophloea
- genre Xestocephalus
- genre Xiqilliba
- genre Xyphon
- genre Yachandra
- genre Yakuza
- genre Yamatotettix
- genre Yangida
- genre Yangisunda
- genre Yanocephalus
- genre Yaoundea
- genre Yeia
- genre Yisiona
- genre Yochlia
- genre Yotala
- genre Youngeewa
- genre Youngolidia
- genre Youngszella
- genre Yunga
- genre Yungasia
- genre Yuraca
- genre Zabrosa
- genre Zadra
- genre Zaletta
- genre Zanjoneura
- genre Zapycna
- genre Zaruma
- genre Zelopsis
- genre Zercanus
- genre Ziczacella
- genre Zielona
- genre Zilkaria
- genre Zinga
- genre Zinislopa
- genre Znana
- genre Zonana
- genre Zonocyba
- genre Zorka
- genre Zubara
- genre Zygina
- genre Zyginama
- genre Zyginella
- genre Zyginidia
- genre Zyginopsis
- genre Zyzzogeton

Selon ITIS (22 mai 2014.) :
- genre Acinopterus
- genre Agallia
- genre Ambigonalia
- genre Balclutha Kirkaldy, 1900
- genre Balolina
- genre Carneocephala
- genre Circulifer
- genre Deltocephalus Burmeister, 1838
- genre Draeculacephala
- genre Empoasca Walsh, 1862
- genre Exitianus
- genre Graphocephala
- genre Gyponana
- genre Kirkaldiella Osborn, 1935
- genre Kunzeana
- genre Macropsis Lewis, 1835
- genre Nephotettix
- genre Nesolina Osborn, 1935
- genre Nesophrosyne Kirkaldy, 1907
- genre Nesophryne Kirkaldy, 1907
- genre Opsius Fieber, 1866
- genre Protalebrella
- genre Scaphytopius
- genre Spanbergiella
- genre Stragania Stal, 1862
- genre Zygina

## Liste des sous-familles et genres
Selon NCBI (22 mai 2014.) :
- sous-famille Acostemminae
  - genre Acostemma
  - genre Eryapus
- sous-famille Adelungiinae
  - genre Platyproctus
    - Platyproctus maculipes
- sous-famille Agalliinae
  - genre Aceratagallia
    - Aceratagallia uhleri

  - genre Austroagallia
    - Austroagallia torrida
- sous-famille Aphrodinae
  - genre Anoscopus
    - Anoscopus limicola
    - Anoscopus serratulae

  - genre Aphrodes
    - Aphrodes aestuarinus
    - Aphrodes bicincta
    - Aphrodes diminuta
    - Aphrodes makarovi

  - genre Planaphrodes
    - Planaphrodes trifasciata
- sous-famille Austroagalloidinae
  - genre Austroagalloides
    - Austroagalloides rosea
- sous-famille Cicadellinae
  - tribu Anoterostemmini
    - genre Agrica
      - Agrica arisana

    - genre Anoterostemma
      - Anoterostemma ivanhoffi

    - genre Doratura
      - Doratura stylata

  - tribu Athysanini
    - genre Athysanus
      - Athysanus argentarius

  - tribu Bathysmatophorini
    - genre Bathysmatophorus
      - Bathysmatophorus reuteri

    - genre Carsonus
    - genre Errhomus
      - Errhomus affinis
      - Errhomus bracatus
      - Errhomus calvus
      - Errhomus camensis
      - Errhomus montanus
      - Errhomus naomi
      - Errhomus ochoco
      - Errhomus pallidus
      - Errhomus rivalis
      - Errhomus serratus
      - Errhomus similis
      - Errhomus solus
      - Errhomus variabilis

    - genre Hylaius
      - Hylaius oregonensis

  - tribu Cicadellini
    - genre Anagonalia
      - Anagonalia melichari

    - genre Anatkina
      - Anatkina attenuata
      - Anatkina bipunctifrons
      - Anatkina illustris
      - Anatkina zhoui

    - genre Atkinsoniella
      - Atkinsoniella alternata
      - Atkinsoniella grahami
      - Atkinsoniella heiyuana
      - Atkinsoniella opponens
      - Atkinsoniella sulphurata
      - Atkinsoniella thalia
      - Atkinsoniella trimaculata

    - genre Bhandara
      - Bhandara semiclara

    - genre Bhooria
    - genre Bothrogonia
      - Bothrogonia acuminata
      - Bothrogonia ferruginea
      - Bothrogonia formosana
      - Bothrogonia hamata
      - Bothrogonia japonica
      - Bothrogonia lata
      - Bothrogonia mecota
      - Bothrogonia qianana
      - Bothrogonia shuana
      - Bothrogonia shuichengana
      - Bothrogonia tongmaiana
      - Bothrogonia yunana

    - genre Chlorogonalia
    - genre Cicadella
      - Cicadella fumosa
      - Cicadella viridis

    - genre Cofana
      - Cofana eburnea
      - Cofana spectra
      - Cofana subvirescens

    - genre Conogonia
    - genre Deltocephalus
      - Deltocephalus bimaculatus
      - Deltocephalus fuscinervosus

    - genre Diedrocephala
      - Diedrocephala bimaculata

    - genre Dilobopterus
      - Dilobopterus costalimai

    - genre Draeculacephala
      - Draeculacephala angulifera
      - Draeculacephala clypeata

    - genre Emadiana
    - genre Erragonalia
      - Erragonalia buysi
      - Erragonalia choui

    - genre Erythrogonia
      - Erythrogonia areolata

    - genre Graphocephala
      - Graphocephala atropunctata
      - Graphocephala aurora
      - Graphocephala coccinea
      - Graphocephala cythura
      - Graphocephala flavovittata
      - Graphocephala hieroglyphica

    - genre Gunungidia
      - Gunungidia aurantiifasciata

    - genre Helochara
      - Helochara communis

    - genre Iassus
      - Iassus lanio

    - genre Immadellana
      - Immadellana pontificia

    - genre Kolla
      - Kolla insignis
      - Kolla lunulata
      - Kolla nigrifascia
      - Kolla paulula

    - genre Latiguina
      - Latiguina oribata

    - genre Macugonalia
      - Macugonalia leucomelas

    - genre Macumada
      - Macumada tergiplagatula

    - genre Madanata
    - genre Madaura
      - Madaura superba

    - genre Madessina
      - Madessina fusca

    - genre Madicola
      - Madicola decoloris
      - Madicola gravabilis

    - genre Monomada
    - genre Mucrometopia
      - Mucrometopia caudata

    - genre Nanatka
    - genre Oragua
      - Oragua obscura

    - genre Orianajea
      - Orianajea agosa

    - genre Pamplona
      - Pamplona spatulata

    - genre Pamplonoidea
      - Pamplonoidea yalea

    - genre Paracatua
      - Paracatua rubrolimbata

    - genre Parathona
      - Parathona cayennensis

    - genre Paromenia
      - Paromenia isabellina

    - genre Plesiommata
      - Plesiommata tripunctata

    - genre Scaris
    - genre Seasogonia
      - Seasogonia indosinica

    - genre Sochinsogonia
    - genre Sonesimia
      - Sonesimia dimidiata

    - genre Stenatkina
      - Stenatkina angustata

    - genre Subrasaca
    - genre Syncharina
    - genre Tettigella
      - Tettigella viridis

    - genre Tettigoniella
      - Tettigoniella blandula
      - Tettigoniella clypealis

    - genre Tettisama
      - Tettisama quinquemaculata

    - genre Torresabela
      - Torresabela fairmairii

    - genre Xyphon
      - Xyphon flaviceps
      - Xyphon nuda
      - Xyphon reticulata
      - Xyphon sagittifera
      - Xyphon triguttatum

  - tribu Evacanthini
    - genre Carinata
      - Carinata ganga

  - tribu Mileewini
    - genre Mileewa
      - Mileewa branchiuma
      - Mileewa margheritae
      - Mileewa mira

  - tribu Proconiini
    - genre Amblydisca
      - Amblydisca rubriventris

    - genre Molomea
      - Molomea exaltata

    - genre Omagua
      - Omagua fitchi

    - genre Raphirhinus
      - Raphirhinus phosphoreus
- sous-famille Coelidiinae
  - genre Calodia
    - Calodia obliquasimilaris
    - Calodia warei

  - genre Jikradia
    - Jikradia olitoria

  - genre Olidiana
    - Olidiana alata
    - Olidiana huangmina
    - Olidiana ritcheriina

  - genre Taharana
    - Taharana yinggenensis

  - genre Thagria
    - Thagria albonotata
    - Thagria birama
    - Thagria digitata

  - genre Tinobregmus
    - Tinobregmus viridescens
- sous-famille Deltocephalinae
  - genre Abimwa
  - genre Acinopterus
    - Acinopterus acuminatus
    - Acinopterus viridis

  - genre Aconura
    - Aconura producta

  - genre Adama
    - Adama elongata
    - Adama (Paracostemma) sp. JNZ-2010

  - genre Aflexia
    - Aflexia rubranura

  - genre Allygidius
    - Allygidius abbreviatus

  - genre Amblysellus
    - Amblysellus grex

  - genre Amplicephalus
    - Amplicephalus marginellus
    - Amplicephalus osborni

  - genre Anoplotettix
    - Anoplotettix fuscovenosus

  - genre Arrugada
    - Arrugada affinis

  - genre Atanus
  - genre Attenuipyga
    - Attenuipyga vanduzeei

  - genre Bahita
  - genre Balclutha
    - Balclutha impicta
    - Balclutha incisa
    - Balclutha lineata
    - Balclutha neglecta
    - Balclutha rosea
    - Balclutha rubrostriata

  - genre Baldulus
    - Baldulus tripsaci

  - genre Ballana
    - Ballana insula
    - Ballana ortha

  - genre Bandaromimus
    - Bandaromimus parvicauda

  - genre Bhatia
    - Bhatia satsumensis

  - genre Bonaspeia
    - Bonaspeia eriocephala

  - genre Brazosa
    - Brazosa picturella

  - genre Cabrulus
    - Cabrulus laberculus

  - genre Caranavia
  - genre Cerrillus
  - genre Cerus
    - Cerus goudanus

  - genre Chiasmus
  - genre Chimaerotettix
    - Chimaerotettix ochrescens

  - genre Chloropelix
  - genre Chlorotettix
    - Chlorotettix rugicollis
    - Chlorotettix unicolor

  - genre Cicadula
    - Cicadula quadrinotata

  - genre Circulifer
    - Circulifer tenellus

  - genre Citorus
    - Citorus stipes

  - genre Cochlorhinus
    - Cochlorhinus pluto

  - genre Colladonus
    - Colladonus lineatus

  - genre Commellus
    - Commellus comma

  - genre Conosanus
    - Conosanus obsoletus

  - genre Copididonus
    - Copididonus hyalinipennis

  - genre Dalbulus
    - Dalbulus charlesi
    - Dalbulus cimmyti
    - Dalbulus ebberti
    - Dalbulus elimatus
    - Dalbulus gelbus
    - Dalbulus guevari
    - Dalbulus guzmani
    - Dalbulus longulus
    - Dalbulus maidis
    - Dalbulus quinquenotatus

  - genre Daltonia
  - genre Deltazotus
    - Deltazotus obesus

  - genre Destria
    - Destria bisignata

  - genre Doratulina
    - Doratulina grandis

  - genre Dorycephalus
    - Dorycephalus baeri

  - genre Dorydiella
  - genre Driotura
    - Driotura gammaroides

  - genre Dwightla
    - Dwightla acutipennis

  - genre Elymana
    - Elymana acuma

  - genre Endria
    - Endria inimica

  - genre Euacanthella
    - Euacanthella palustris

  - genre Eusama
    - Eusama amanda

  - genre Euscelidius
    - Euscelidius variegatus

  - genre Euscelis
    - Euscelis plebejus
    - Euscelis seriphidii

  - genre Eusceloidia
    - Eusceloidia nitida

  - genre Eutettix
    - Eutettix pictus

  - genre Evinus
    - Evinus peri

  - genre Excultanus
    - Excultanus conus

  - genre Exitianus
    - Exitianus exitiosus
    - Exitianus indicus
    - Exitianus nanus
    - Exitianus plebeius

  - genre Fieberiella
    - Fieberiella florii

  - genre Flexamia
    - Flexamia abbreviata
    - Flexamia albida
    - Flexamia arenicola
    - Flexamia areolata
    - Flexamia arizonensis
    - Flexamia atlantica
    - Flexamia bandarita
    - Flexamia canyonensis
    - Flexamia celata
    - Flexamia clayi
    - Flexamia curvata
    - Flexamia dakota
    - Flexamia decora
    - Flexamia delongi
    - Flexamia doeringae
    - Flexamia flexulosa
    - Flexamia gila
    - Flexamia graminea
    - Flexamia huroni
    - Flexamia inflata
    - Flexamia mescalero
    - Flexamia minima
    - Flexamia modica
    - Flexamia pectinata
    - Flexamia picta
    - Flexamia prairiana
    - Flexamia producta
    - Flexamia pyrops
    - Flexamia reflexa
    - Flexamia sandersi
    - Flexamia serrata
    - Flexamia stylata
    - Flexamia surcula
    - Flexamia youngi
    - Flexamia zacate

  - genre Flexarida
    - Flexarida chaotica

  - genre Gcaleka
    - Gcaleka acuta

  - genre Glossocratus
  - genre Goniagnathus
    - Goniagnathus guttulinervis
    - Goniagnathus punctifer

  - genre Graminella
    - Graminella mohri
    - Graminella nigrifrons
    - Graminella sonora

  - genre Grypotes
    - Grypotes staurus

  - genre Gurawa
    - Gurawa minorcephala

  - genre Haldorus
    - Haldorus furcatus

  - genre Hecalus
    - Hecalus nitobei
    - Hecalus viridis

  - genre Hecullus
    - Hecullus bracteatus

  - genre Hishimonus
    - Hishimonus phycitis
    - Hishimonus sellatus

  - genre Horouta
    - Horouta austrina

  - genre Hypacostemma
  - genre Idioceromimus
    - Idioceromimus delector

  - genre Inazuma
    - Inazuma dorsalis

  - genre Iturnoria
    - Iturnoria insulana

  - genre Jafar
    - Jafar javeti

  - genre Japananus
    - Japananus hyalinus

  - genre Kansendria
    - Kansendria kansiensis

  - genre Kinonia
    - Kinonia elongata

  - genre Kinrentius
  - genre Kramerana
    - Kramerana junina

  - genre Laevicephalus
    - Laevicephalus monticola

  - genre Lampridius
  - genre Limotettix
    - Limotettix incertus
    - Limotettix striola
    - Limotettix vaccinii

  - genre Listrophora
    - Listrophora styx

  - genre Litura
  - genre Loipothea
  - genre Lonatura
    - Lonatura catalina

  - genre Loralia
  - genre Luheria
    - Luheria constricta

  - genre Macrosteles
    - Macrosteles fascifrons
    - Macrosteles quadrilineatus
    - Macrosteles quadripunctulatus
    - Macrosteles sexnotatus

  - genre Magnentius
    - Magnentius clavatus

  - genre Maiestas
    - Maiestas knighti

  - genre Mapochiella
  - genre Mayawa
  - genre Mendozellus
    - Mendozellus isis

  - genre Menosoma
    - Menosoma cincta

  - genre Mimotettix
    - Mimotettix alboguttulatus

  - genre Mocuellus
    - Mocuellus caprillus

  - genre Nakaharanus
    - Nakaharanus maculosus

  - genre Napo
  - genre Neoaliturus
    - Neoaliturus carbonarius

  - genre Neohegira
  - genre Neomohunia
  - genre Nephotettix
    - Nephotettix cincticeps
    - Nephotettix modulatus
    - Nephotettix virescens

  - genre Nesoclutha
  - genre Nesophrosyne
    - Nesophrosyne aakokohaikea
    - Nesophrosyne angulifera
    - Nesophrosyne bobeae
    - Nesophrosyne broussaisiai
    - Nesophrosyne caelicola
    - Nesophrosyne cinerea
    - Nesophrosyne comma
    - Nesophrosyne eburneola
    - Nesophrosyne furculata
    - Nesophrosyne giffardi
      - sous-espèce Nesophrosyne giffardi interrupta

    - Nesophrosyne haleakala
    - Nesophrosyne heopoko
    - Nesophrosyne ignigena
    - Nesophrosyne imbricola
    - Nesophrosyne insularis
    - Nesophrosyne kanawao
    - Nesophrosyne kaupoi
    - Nesophrosyne lineata
    - Nesophrosyne mabae
    - Nesophrosyne magnaccai
    - Nesophrosyne makaihe
    - Nesophrosyne marginalis
    - Nesophrosyne maritima
    - Nesophrosyne milu
    - Nesophrosyne monticola
    - Nesophrosyne montium
    - Nesophrosyne montivaga
    - Nesophrosyne myrsines
    - Nesophrosyne nimbicola
    - Nesophrosyne notatula
    - Nesophrosyne nuenue
    - Nesophrosyne obliqua
    - Nesophrosyne oceanides
    - Nesophrosyne ogradyi
    - Nesophrosyne oneanea
    - Nesophrosyne oreadis
    - Nesophrosyne palolo
    - Nesophrosyne paludicola
    - Nesophrosyne pele
    - Nesophrosyne peleae
    - Nesophrosyne pipturi
    - Nesophrosyne pluvialis
    - Nesophrosyne ponapona
    - Nesophrosyne procellaris
    - Nesophrosyne silvicola
    - Nesophrosyne touchardii
    - Nesophrosyne umbratilis

  - genre Nesophyla
    - Nesophyla variata

  - genre Nesothamnus
    - Nesothamnus sanguineus

  - genre Occinirvana
    - Occinirvana eborea

  - genre Omanana
  - genre Opsianus
  - genre Opsius
    - Opsius stactogalus

  - genre Orientus
  - genre Orocastus
    - Orocastus perpusillus

  - genre Orosius
    - Orosius albicinctus
    - Orosius argentatus
    - Orosius canberrensis
    - Orosius orientalis

  - genre Osbornellus
    - Osbornellus compressus

  - genre Oxycephalotettix
    - Oxycephalotettix tiputini

  - genre Pachymetopius
    - Pachymetopius decoratus

  - genre Pachytettix
  - genre Paivanana
    - Paivanana centrifascia

  - genre Paralimnus
    - Paralimnus angusticeps

  - genre Paramesodes
  - genre Paraphlepsius
    - Paraphlepsius nebulosus

  - genre Penthimidia
    - Penthimidia eximia

  - genre Penthimiola
  - genre Phlepsius
    - Phlepsius intricatus

  - genre Phlogotettix
    - Phlogotettix cyclops

  - genre Placidellus
  - genre Planicephalus
    - Planicephalus flavicosta

  - genre Platymetopius
    - Platymetopius obsoletus

  - genre Polyamia
    - Polyamia compacta
    - Polyamia neoyavapai
    - Polyamia weedi

  - genre Proceps
    - Proceps acicularis

  - genre Psammotettix
    - Psammotettix lividellus

  - genre Pseudophlepsius
    - Pseudophlepsius binotatus

  - genre Renonus
    - Renonus rubraviridis

  - genre Renosteria
    - Renosteria waverena

  - genre Reventazonia
  - genre Sanctanus
    - Sanctanus balli

  - genre Scaphoidella
    - Scaphoidella dimidiatus

  - genre Scaphoideus
    - Scaphoideus nigrisiginus
    - Scaphoideus titanus

  - genre Scaphoidophyes
  - genre Scaphotettix
    - Scaphotettix viridis

  - genre Scaphytopius
    - Scaphytopius frontalis
    - Scaphytopius vaccinium

  - genre Soractellus
  - genre Sorhoanus
    - Sorhoanus maculipennis

  - genre Spartopyge
    - Spartopyge miranda

  - genre Stenometopiellus
    - Stenometopiellus sigillatus

  - genre Stirellus
    - Stirellus bicolor
    - Stirellus catalinus

  - genre Stymphalus
    - Stymphalus rubrolineatus

  - genre Taperinha
    - Taperinha adspersa

  - genre Tenucephalus
  - genre Tetartostylus
    - Tetartostylus parabolatus

  - genre Thamnotettix
    - Thamnotettix confinis

  - genre Tideltellus
    - Tideltellus marinus

  - genre Tropicanus
    - Tropicanus chiapasus
    - Tropicanus flectus

  - genre Twiningia
  - genre Unerus
    - Unerus colonus

  - genre Unoka
  - genre Usuironus
    - Usuironus limbifer

  - genre Yanocephalus
    - Yanocephalus yanonis

  - genre Yungasia
    - Yungasia bidentata
- sous-famille Dorycephalinae
  - genre Dorycara
    - Dorycara platyrhyncha

  - genre Paradorydium
    - Paradorydium khasianum
    - Paradorydium lanceolatum
- sous-famille Drakensbergeninae
  - genre Drakensbergena
    - Drakensbergena retrospina
- sous-famille Eupelicinae
  - genre Eupelix
    - Eupelix cuspidata

  - non-classé Unclassified Eupelicinae
- sous-famille Eurymelinae
  - genre Eurymeloides
    - Eurymeloides lineata

  - genre Ipoides
    - Ipoides hackeri

  - genre Katipo
    - Katipo rubrivenosa
- sous-famille Euscelinae
  - genre Dagama
    - Dagama forcipata
- sous-famille Evacanthinae
  - genre Evacanthus
    - Evacanthus acuminatus
    - Evacanthus nigramericanus
- sous-famille Hylicinae
  - genre Hatigoria
- sous-famille Iassinae
  - genre Batracomorphus
    - Batracomorphus adventitiosus
    - Batracomorphus angustatus
    - Batracomorphus pelias

  - genre Bythonia
  - genre Gessius
  - genre Grunchia
    - Grunchia grossa

  - genre Hyalojassus
  - genre Iassomorphus
  - genre Jassulus
    - Jassulus granulosus

  - genre Jivena
  - genre Krisna
  - genre Momoria
    - Momoria atra

  - genre Neotrocnada
    - Neotrocnada napoensis

  - genre Pachyopsis
  - genre Penestragania
    - Penestragania robusta

  - genre Platyjassus
  - genre Reuplemmeles
    - Reuplemmeles hobartensis

  - genre Scaroidana
    - Scaroidana fulvula

  - genre Selenomorphus
  - genre Sinojassus
  - genre Trocnada
    - Trocnada dorsigera

  - genre Trocnadella
    - Trocnadella arisana

  - genre Webaskola
    - Webaskola ecorusta
- sous-famille Idiocerinae
  - genre Amritodus
    - Amritodus atkinsoni
    - Amritodus brevistylus

  - genre Idioscopus
    - Idioscopus clypealis
    - Idioscopus nagpurensis
    - Idioscopus niveosparsus

  - genre Pascoepus
    - Pascoepus viridiceps

  - genre Rhytidodus
    - Rhytidodus tenebricans

  - genre Zaletta
    - Zaletta nereias
    - Zaletta webbi

  - Idiocerinae gen. sp.
  - Idiocerinae gen. sp. Ah1
- sous-famille Koebeliinae
  - genre Koebelia
    - Koebelia grossa
- sous-famille Krisninae
  - genre Korana
    - Korana rorulenta
- sous-famille Ledrinae
  - genre Ledra
    - Ledra auditura

  - genre Platyhynna
  - genre Proranus
    - Proranus adspersipennis

  - genre Putoniessa
    - Putoniessa rivularis

  - genre Rhotidoides
  - genre Stenocotis
    - Stenocotis depressa

  - genre Xerophloea
    - Xerophloea major
    - Xerophloea peltata
- sous-famille Macropsinae
  - genre Macropsis
    - Macropsis ferrugineoides
    - Macropsis matsumurana
    - Macropsis notata

  - genre Pediopsoides
    - Pediopsoides dilatus
    - Pediopsoides distinctus
    - Pediopsoides kurentsovi
- sous-famille Megophthalminae
  - genre Brenda
    - Brenda gracilicauda

  - genre Tiaja
    - Tiaja friscana
- sous-famille Mukariinae
  - genre Mukaria
    - Mukaria maculata
- sous-famille Neobelinae
  - genre Calliscarta
    - Calliscarta decora
- sous-famille Neocoelidiinae
  - genre Biza
  - genre Chinaia
  - genre Neocoelidia
    - Neocoelidia pulchella
    - Neocoelidia tumidifrons
- sous-famille Nioniinae
  - genre Nionia
    - Nionia palmeri
- sous-famille Nirvaninae
  - genre Nirvana
    - Nirvana adelaidae
    - Nirvana pallida

  - genre Sophonia
    - Sophonia rufofascia
- sous-famille Paraboloponinae
  - genre Parabolopona
- sous-famille Penthimiinae
  - genre Penthimia
    - Penthimia americana
- sous-famille Phereurhininae
  - genre Clydacha
    - Clydacha catapulta
- sous-famille Scarinae
  - genre Gyponana
    - Gyponana octolineata

  - genre Prairiana
    - Prairiana kansana
- sous-famille Selenocephalinae
  - genre Drabescus
  - genre Selenocephalus
    - Selenocephalus deserticola
- sous-famille Tartessinae
  - genre Neotartessus
    - Neotartessus flavipes

  - genre Newmaniana
  - genre Protartessus
    - Protartessus spinosus
- sous-famille Tettigellinae
  - genre Oncometopia
    - Oncometopia alpha
    - Oncometopia nigricans
    - Oncometopia orbona
- sous-famille Typhlocybinae
  - tribu Alebrini
    - genre Alebra
      - Alebra albostriella

  - tribu Empoascini
    - genre Amrasca
      - Amrasca biguttula

    - genre Asymmetrasca
      - Asymmetrasca decedens

    - genre Austroasca
      - Austroasca histrionicula
      - Austroasca viridigrisea

    - genre Empoasca
      - Empoasca affinis
      - Empoasca decipiens
      - Empoasca fabae
      - Empoasca flavescens
      - Empoasca solani
      - Empoasca vitis

    - genre Jacobiasca
      - Jacobiasca lybica

  - tribu Erythroneurini
    - genre Anzygina
    - genre Empoascanara
      - Empoascanara peregrina

    - genre Erasmoneura
      - Erasmoneura variabilis
      - Erasmoneura vulnerata

    - genre Erythroneura
    - genre Mitjaevia
      - Mitjaevia amseli

    - genre Zygina
    - genre Zyginidia
      - Zyginidia pullula

    - non-classé Unclassified Erythroneurini

  - tribu Typhlocybini
    - genre Edwardsiana
      - Edwardsiana rosae

    - genre Eupteryx
      - Eupteryx atropunctata
      - Eupteryx aurata
      - Eupteryx austriaca
      - Eupteryx decemnotata
      - Eupteryx heydenii
      - Eupteryx lelievrei
      - Eupteryx melissae
      - Eupteryx origani
      - Eupteryx salviae
      - Eupteryx signatipennis

    - genre Eurhadina
      - Eurhadina cuii
      - Eurhadina fasciata
      - Eurhadina flavicorona
      - Eurhadina rubrania
      - Eurhadina rubrocorona
      - Eurhadina rutilans
      - Eurhadina spinifera
      - Eurhadina uszata
      - Eurhadina (Singhardina) sp. 1 ZM-2012
      - Eurhadina (Singhardina) sp. 2 ZM-2012
      - Eurhadina (Singhardina) sp. 3 ZM-2012
      - Eurhadina (Singhardina) sp. 4 ZM-2012
      - Eurhadina (Singhardina) sp. 5 ZM-2012
      - Eurhadina (Singhardina) sp. 6 ZM-2012
      - Eurhadina (Singhardina) sp. 7 ZM-2012

    - genre Thampoa
      - Thampoa dansaiensis
      - Thampoa rotara

    - genre Typhlocyba
      - Typhlocyba serrata

  - non-classé Unclassified Typhlocybinae
- sous-famille Ulopinae
  - genre Linacephalus
    - Linacephalus foveolatus

  - genre Paracephaleus
    - Paracephaleus brunneus

  - genre Ulopa
    - Ulopa reticulata

  - non-classé Unclassified Ulopinae
- sous-famille Xestocephalinae
  - genre Portanus
  - genre Xestocephalus
    - Xestocephalus desertorum
    - Xestocephalus japonicus
- non-classé Cicadellidae incertae sedis

Selon Paleobiology Database (22 mai 2014.) :
- genre Agallia
- sous-famille Cicadellinae
- genre Cicadellites
- genre Cicadula
- genre Coelidia
- sous-famille Deltocephalinae
- genre Dictyophorites
- genre Erythroneura
- genre Euscelis
- sous-famille Euscellinae
- genre Evacanthus
- genre Gurvanina
- genre Gypona
- genre Homopterulum
- genre Hylicellites
- sous-famille Iassinae
- genre Jascopus
- genre Jassites
- genre Lavrushinia
- genre Ledophora
- sous-famille Ledrinae
- genre Mesojassoides
- genre Myangadina
- sous-famille Nirvaninae
- genre Paracarsonus
- genre Scarites
- genre Spinus
- genre Thamnotettix
- genre Typhlocyba
- sous-famille Typhlocybinae
- genre Yanbianella